# Horst Schmidt (Politiker, 1931)
Horst Schmidt (* 13. August 1931 in Hamburg) ist ein deutscher Politiker der SPD und ehemaliges Mitglied der Hamburgischen Bürgerschaft.

## Leben
Nach dem Besuch der Volksschule von 1938 bis 1947 folgte bis 1950 eine Ausbildung zum Elektromaschinenbauer. Er war im Elektrohandwerk als Werkstattleiter und Ausbilder in einem Uhlenhorster Betrieb tätig. Zehn Jahre war er zudem Vizepräsident der Handwerkskammer Hamburg.
Er ist verheiratet und hat zwei Kinder.

## Politik
Horst Schmidt ist seit 1950 Mitglied der SPD und seit 1949 Gewerkschafter in der IG Metall.
Von 1997 bis 2001 (16. Wahlperiode) war er für die SPD Mitglied der Hamburgischen Bürgerschaft. Für seine Fraktion war er im Wirtschafts-, Schul- und Umweltausschuss tätig.
Seit 2002 arbeitet er als zugewählter Bürger im Haushalts- und Wirtschaftsausschuss der SPD-Bezirksfraktion mit. Für die Bezirksversammlungswahl 2008 ließ er sich von seiner Partei für den Bereich Hamburg-Nord aufstellen. Er steht dort auf Platz 25 der Liste.